# Sean Yates
Sean Yates (født 18. maj 1960 i Ewell, Surrey, England)  er en tidligere engelsk professionel cykelrytter og sportsdirektør.
Yates blev professionel i 1982 for cykelholdet Peugeot. I 1988 cyklede han for holdet Fagor, før han i 1989 signerede for 7-Eleven (senere Motorola). I 1996 stoppede han som aktiv cykelrytter. Han blev sportsdirektør for Discovery Channel Pro Cycling Team i 2005, og er fra 2008 på Astana.